# Trip at the Brain
«Trip at the Brain» es una canción de la banda estadounidense de crossover thrash Suicidal Tendencies. Es la primera pista de su tercer álbum de 1988, How Will I Laugh Tomorrow When I Can't Even Smile Today y fue el primer sencillo del álbum. También es la primera pista del álbum recopilatorio de 2010 Playlist: The Very Best of Suicidal Tendencies, que no fue respaldado por la banda.

## Video musical
El vídeo musical de la canción fue dirigido por Bill Fishman y recibió una gran rotación en MTV. Después de que un científico encuentra un cerebro en un bote de basura, dice: "Este cerebro no tiene nada de malo". Mientras el científico hipnotiza a Mike Muir con él atado con cadenas, Muir termina por atravesar toda su mente y John Cusack hace un cameo.

## Versiones
- Esta canción fue versionada por la banda danesa de death/thrash metal Hatesphere en su EP de 2005 The Killing.